# بيتر كلارك
بيتر كلارك (بالإنجليزية: Peter Clarke)‏ (3 يناير 1982 المملكة المتحدة - ) هو لاعب كرة قدم بريطاني يلعب كمدافع.

## روابط خارجية
- بيتر كلارك على موقع قاعدة بيانات كرة القدم.إي يو (الإنجليزية)
- بيتر كلارك على موقع Soccerbase.com (لاعب) (الإنجليزية)
- بيتر كلارك على موقع Soccerway.com (الإنجليزية)
- بيتر كلارك على موقع عالم كرة القدم.نت (الإنجليزية)